# Max Mallowan
Sir Max Edgar Lucien Mallowan (6 de mayo de 1904 - 19 de agosto de 1978) fue un arqueólogo inglés,  especializado en la historia antigua de Medio Oriente. Fue director de la Escuela Británica de Arqueología en Irak, responsable de las excavaciones en el yacimiento de Nimrud entre 1948 y 1958.

## Biografía
Es conocido por ser el segundo esposo de la escritora Agatha Christie, a la que conoció cuando ésta visitaba la excavación en Irak del eminente arqueólogo Leonard Woolley, del cual Mallowan era ayudante.
Mallowan realizó excavaciones fundamentalmente en las actuales Siria (Chagar Bazar, Tell Brak) e Irak (Nimrud). Muchos de sus hallazgos se encuentran actualmente en el Museo Británico.
Agatha Christie lo acompañó en la mayoría de sus expediciones y describió su vida en las excavaciones junto a su esposo en el libro titulado Ven y dime cómo vives, lleno de humor, ironía y agudeza.
Su relación con Max Mallowan llevó a Agatha Christie a escribir historias de misterio cuyo trama se desarrollaba en Oriente Medio, tales como: Asesinato en Mesopotamia, Muerte en el Nilo, y Cita con la muerte.
Mallowan murió en Wallingford en 1978.